# Каплуновка (Полтавская область)
Каплуновка (укр. Каплунівка) — село,
Валковский сельский совет,
Полтавский район,
Полтавская область,
Украина.
Код КОАТУУ — 5324080303. Население по переписи 2001 года составляло 11 человек.

## Географическое положение
Село Каплуновка находится в 2-х км от левого берега реки Средняя Голтва,
в 1,5 км от сёл Очкановка, Валок и Лозовка.
По селу протекает пересыхающий ручей.

## Известные уроженцы
- Гапон, Григорий Евдокимович — Герой Советского Союза.